# Luigi Malaspina
Luigi Malaspina (già Della Chiesa) (Bobbio, 7 aprile 1809 – Bobbio, 24 gennaio 1863) è stato un politico italiano al servizio della corte sabauda e poi del regno d'Italia.
Appartenente alla famiglia nobile dei Malaspina, figlio di Carlo e della contessa Costanza Gambarana Beccaria, era Marchese di Carbonara.
Fu membro corrispondente dell'Associazione agraria subalpina di Torino.
Vinse le elezioni della Camera dei Deputati nel collegio di Bobbio del 1848 e del 1849, anno in cui, il 10 luglio, venne nominato senatore del Regno di Sardegna.
Sposato con Teresa Cavalchini Guidobono, ebbe tre figli tra cui Obizzo, senatore del Regno d'Italia.